# Gubernatorzy Montserratu

Flaga gubernatora Montserratu

Gubernator Montserratu reprezentuje brytyjską monarchię. Jest powoływany przez monarchę na wniosek brytyjskiego rządu. Jego główną rolą jest mianowanie szefa ministrów Montserratu.
Gubernator posiada własną flagę, przedstawiającą flagę Zjednoczonego Królestwa z herbem Montserratu pośrodku.

## Lista gubernatorów Montserratu
- Willoughby Harry Thompson (1971–1974)
- Norman Derek Matthews (1974–1976)
- Gwilyum Wyn Jones (1977–1980)
- David Kenneth Hay Dale (1980–1984)
- Arthur Christopher Watson (1985–1987)
- Christopher J. Turner (1987–1990)
- David G. P. Taylor (1990–1993)
- Frank Savage (1993–1997)
- Tony Abbott (1997–2001)
- Howard A. Fergus (2001, tymczasowo)
- Tony Longrigg (2001–2004)
- Howard A. Fergus (2004, tymczasowo)
- Deborah Barnes-Jones (2004– 2007)
- John Skerritt (2007, tymczasowo)
- Howard A. Fergus (2007, tymczasowo)
- Peter Andrew Waterworth (2007–2011)
- Sarita Francis (2011, tymczasowo)
- Adrian Davis (201–2015)
- Alric Taylor (2015, tymczasowo)
- Elizabeth Carriere (2015–2018)
- Lyndell Simpson (2018, tymczasowo)
- Andrew Pearce (od 2018)